# Мукачівський прикордонний загін
Мукачівський прикордонний загін імені героїв Карпатської Січі (в/ч 2142) — територіальний орган охорони кордону в складі Західного регіонального управління Державної прикордонної служби України.
Мукачівський прикордонний загін охороняє ділянку державного кордону, що розташована в межах Берегівського, Виноградівського, Хустського, Тячівського, Рахівського районів Закарпатської області. Загальна протяжність кордонів, які  охороняє загін, складає  316,2 км, з них — 112,3 км з Угорщиною та 203,9 км з Румунією. Протяжність рівнинних ділянок — 121 км, річкових — 120 км, гірських — 75,2 км.

## Історія
25 квітня 1944 року в м. Баку розпорядженням НКВС СРСР на базі прикордонної частини Азербайджанського прикордонного округу 41,42,43,44 прикордонних загонів, а також з підрозділів керування розпочато формування окремого прикордонного загону, начальником якого призначено полковника Здорного Гурія Костянтиновича.  Про завершення формування загону прикордонники відзвітували 1 травня 1944 року. Цей день став датою офіційного заснування Мукачівського прикордонного загону.
30 квітня 1975 року прикордонний загін за заслуги перед Батьківщиною та з нагоди 30-річчя Перемоги в Великій Вітчизняній війні Указом Верховної Ради СРСР нагороджений Орденом Бойового Червоного Прапора.
З цього з дня загін іменується як Мукачівський ордена Бойового Червоного Прапора прикордонний загін.
З 1991 року коли Україна стала незалежною державою і їй у підпорядкування перейшли прикордонні війська колишнього СРСР, Мукачівський прикордонний загін у складі 32 прикордонних застав охороняв ділянку кордону на території Закарпатської області з 4-ма країнами: Польщею, Словаччиною, Угорщиною та Румунією загальною протяжністю 467 км.
З 1 липня 2003 року у зв'язку з реформуванням Прикордонних військ у правоохоронний орган спецпризначення — Державну прикордонну службу, до новосформованого Чопського прикордонного загону було передано прикордонні комендатури «Великий Березний» та «Ужгород», а до складу Мукачівського прикордонного загону увійшли відділення прикордонного контролю «Косино», «Лужанка», «Вилок», «Дяково», «Тересва» і «Ділове».
24 серпня 2018 року з нагоди 27-ї річниці незалежності України — 27-му прикордонному загону Західного регіонального управління ДПСУ присвоєно найменування «імені героїв Карпатської Січі».
30 квітня 2025 року 27 прикордонний загін імені героїв Карпатської Січі Державної прикордонної служби України указом Президента України Володимира Зеленського відзначений почесною відзнакою «За мужність та відвагу».

## Склад загону
До складу загону входять:
- управління загону;
- 17 відділів прикордонної служби: «Горонглаб», «Косино», «Лужанка», «Бодалово», «Вилок», «Велика Паладь», «Дяково», «Дюла», «Хижа», «Велятино», «Ракош», «Яблунівка», «Тячів», «Солотвино», «Великий Бичків», «Ділове», «Богдан»;
- мобільна прикордонна застава «Мукачеве»;
- підрозділи забезпечення.

На ділянці відповідальності визначено 7 пунктів пропуску, з них: 1 — залізничний, 6 — автомобільних.

## Командири
- полковник Федотов М. П. (1991 р.)
- полковник Лісовий Ю. А. (1991—1993 рр.)
- полковник Степанюк О. О. (1993—1995 рр.)
- полковник Мірошниченко Ю. М. (1995—1998 рр.)
- полковник Лебединський А. В. (1998—1999 рр.)
- полковник Біньковський О. А. (1999—2003 рр.)
- полковник Усманов Т. Р. (2003—2004 рр.)
- полковник Цевельов О. Є. (2004—2006 рр.)
- підполковник Мотрошилов В. І. (2006—2008 рр.)[5]
- полковник Левадний І. А. (2008—2011)
- підполковник Безпалько К. С. (2011—2012 рр.)
- підполковник Філіпчук Юрій Леонідович 2012—2012р
- полковник Ліщинський Д. В. (2016—2017 рр.)
- полковник Дударєв Р. В. (2017 р.)[6]
- полковник Шварцман П. Г. (2017—2019 рр.)[7]
- полковник Доменюк І. М. (2019—2021 рр.)[8]
- полковник Римарчук Ігор Іванович січень 2021 — серпень 2021
- полковник Кулєш Андрій Сергійович вересень 2021—2023
- полковник Богдан ІГНАТЮК 2023—2024
- полковник Олександр Осипець 2024 по т.ч.

## Загинув при виконанні
- майор Березенський Вадим Миколайович (1984—2018)